# 迪帕赫 (图林根州)
迪帕赫（德語：Dippach，發音：[ˈdɪpax]）是德国图林根州瓦特堡县曾经的一个市镇，面积6.09平方千米，2017年12月31日人口为1,071人。2019年1月1日，迪帕赫与另外3个市镇合并为新市镇威拉-苏尔-塔尔。